# Myopias latinoda
Myopias latinoda é uma espécie de formiga do gênero Myopias, pertencente à subfamília Ponerinae.